# Individuelt forfølgelsesløb
Individuelt forfølgelsesløb er en disciplin inden for banecykling. 
I det individuelle forfølgelsesløb møder to ryttere hinanden ad gangen. Rytterne starter samtidig, men modsat hinanden på banen. Der køres derpå over fire kilometer for mænd og tre kilometer for kvinder (for yngre ryttere er distancerne kortere). Vinder af det enkelte løb er den af de to ryttere, der kører hurtigst. Dette kan enten afgøres ved, at den ene rytter indhenter den anden, eller det kan afgøres af, hvem af dem der først har kørt hele løbets længde.

## Konkurrenceformat
Ved større arrangementer kører de deltagende ryttere normalt først en kvalifikationsrunde, hvor det enkelt heat ikke i sig selv afgør, om man går videre til den egentlige konkurrence. Her kører alle i princippet hele strækningen, hvorpå de bedste går videre til slutløbene. Hvor mange, der går videre, afhænger af arrangementet. Ved VM går de to ryttere med bedste tider til finalen, mens de to med tredje- og fjerdebedste tider går til kampen om bronzemedaljerne.
Det individuelle forfølgelsesløb var på det olympiske program en enkelt gang i en udgave, hvor de deltagende mænd kørte 1.908 yards. Det var ved OL 1908 i London. Udgaven for mænd på en strækning af 4.000 meter blev kørt ved OL mellem 1964 og 2008. 3.000 meter forfølgelsesløb for kvinder kom på OL-programmet i 1992 og blev taget af igen efter 2008 sammen med mændenes 4.000 meterløb. Til OL 2012 blev banecyklingen ved OL ændret markant, så den ellers populære individuelle sprint udgik som selvstændig disciplin. Forfølgelsesløbet findes nu kun som et af elementerne i omnium-disciplinen.

## Resultater
Blandt de markante navne i denne disciplin hos mændene er:
- Roger Rivière, Frankrig - verdensmester tre gange (1957-1959)
- Hugh Porter, Storbritannien - verdensmester fire gange[7]
- Graeme Obree, Storbritannien - dobbelt verdensmester og dobbelt verdensrekordsætter
- Bradley Wiggins, Storbritannien - dobbelt OL-guldvinder og tredobbelt verdensmester[8]
- Hans-Henrik Ørsted, Danmark - tredobbelt verdensmester

Hos kvinderne er følgende blandt de mest markante:
- Tamara Garkusjina, Rusland - seksdobbelt verdensmester
- Rebecca Twigg, USA - seksdobbelt verdensmester
- Beryl Burton, Storbritannien - femdobbelt verdensmester
- Sarah Hammer, USA - femdobbelt verdensmester
- Leontien van Moorsel, Nederlandene - olympisk mester og firdobbelt verdensmester[9]